# Sebastián Armesto
Sebastián Armesto, nacido el 3 de junio de 1982, es un actor de cine, televisión y teatro inglés.

## Biografía
Hijo del historiador Felipe Fernández-Armesto, y nieto del periodista Felipe Fernández Armesto (Augusto Assía), se educó en el prestigioso Eton College.

### Televisión y filmes
Armesto interpretó el papel de Carlos V, emperador del Sacro Imperio Romano en la serie  The Tudors. Protagonizó en 2008 en la ITV la serie dramática The Palace, como el despreocupado hermano menor del rey, el Príncipe George. A continuación interpretó el personaje de Edmund Sparkler en la versión de la BBC de la novela de Charles Dickens Little Dorrit. En la película de 2011 Pirates of the Caribbean: On Stranger Tides Armesto interpretó al rey español Fernando VI. Así mismo, interpretó al poeta y dramaturgo Ben Jonson en la película  Anonymous de Roland Emmerich.

### Teatro
Sebastián Armesto actuó en destacadas producciones teatrales en Gran Bretaña, incluyendo tres espectáculos en el National Theatre y uno en el Royal Court. También escribió y dirigió obras de teatro con la compañía Simple 8. Sus producciones incluyen la dirección y adaptación de Les Enfants du Paradis con gran éxito. Más recientemente, coescribió y dirigió una pieza de teatro basada en la obra de William Hogarth The Four Stages of Cruelty, y nuevas versiones de El gabinete del doctor Caligari y Moby Dick.

## Filmografía
- Hawking – como Robert Silkin (2004)
- The Virgin Queen – como Charles Blount (2005)
- Doctor Who – como Broff (1 episodio; 2005)
- The Bill – como Tim Salcedo (1 episodio; 2005)
- Dear Steven Spielberg – como Abogado 6 (2006)
- Ancient Rome: The Rise and Fall of an Empire – como Honorio (1 episodio; 2006)
- Marie Antoinette – como Conde de Provenza (2006)
- The Impressionists – como Crítico de arte (2006)
- Blood Monkey – como Josh Dawson (2007)
- The Tudors – como Carlos V emperador del Sacro Imperio Romano Germánico (1 episodio; 2007)
- Little Dorrit – como Edmund Sparkler (9 episodios; 2008)
- Loser's Anonymous – como Edward (2008)
- The Palace – como Príncipe George (8 episodios; 2008)
- Bright Star – como Mr. Haslam (2009)
- Anonymous – como Ben Jonson (2011)
- Pirates of the Caribbean: On Stranger Tides – como Fernando VI de España (2011)
- Copenhagen - como Jeremy (2014)
- Star Wars: Episodio VII - El despertar de la Fuerza - como Teniente Dopheld Mitaka (2015)
- Close to Enemy ( Tv Series) 7 episodios. Alex Lombard.  (2016)
- Poldark. 7 episodios. Tankard (2016)
- New Blood . 2 episodios. Louis wesley (2016)
- Un océano entre nosotros. Nelson Messina ( 2017)
- Tulip Fevers. Eduart Amus. (2017)
- Broadchurch (Tvseries) 7 episodios. Clive Russel. (2017)
- Harlots: cortesanas ( Tv series) justice hunt . 8 episodios (2018)
- The terror (Tv series). 7 episodios. Charles Deveux (2018)